# Kenichiro Arai
Kenichiro Arai (新井 健一郎 Arai Kenichiro?) (7 de julio de 1972), también conocido como Araken, es un luchador profesional japonés, conocido por su trabajo en Dragon Gate, donde se halla actualmente.

## Carrera

### Toryumon (1998-2004)
Después de ser entrenado en el Último Dragón Gym, Arai debutó en un evento especial de IWRG formando parte del equipo de Toryumon México. Tras ello, Kenichiro comenzó a trabajar en Toryumon, alternando con sus apariciones en la otra empresa. Al poco tiempo, Arai ganó fama y obtuvo un gran número de victorias, llegando a la final del torneo Young Dragons Cup 1998 -donde fue eliminado por Genki Horiguchi- y derrotando a múltiples oponentes en Toryumon Japan. Durante todo ello, Arai presentó el gimmick de un alcohólico, caracterizado por escupir cerveza a sus oponentes para cegarles; además, Arai era conocido por la dureza de su cráneo, de la que se pavoneaba usando varios tipos de cabezazos en los combates. Siendo face, Kenichiro se unió al Toryumon Seikigun, dirigido por Magnum TOKYO, para oponerse a la banda heel Crazy MAX (CIMA, SUWA, TARU & Don Fujii).

### Dragon Gate (2004)
Después de la ida de Último Dragón de la empresa, Toryumon Japan fue renombrado Dragon Gate, contratando a gran parte de los antiguos luchadores de Japan.

## En lucha
- Movimientos finales
  - Hanshin Tiger Suplex[1][2] (Bridging double chickenwing suplex, a veces en sucesión)[2]
  - Tsuitotsuchuii[1][2] (Diving headbutt)
  - Tobidashichuii[1][2] (Springboard headbutt)
  - 450º splash[1][2]

- Movimientos de firma
  - Tozawa-juku Hiden: Kokyuuyama[1][2] (Springboard double foot stomp)
  - Tozawa-juku Hiden: Kubiyama[1][2] (Kneeling belly to belly piledriver)
  - Tozawa-juku Hiden: Seijin no Gishiki[2] (Diving headbutt desde los hombros de un compañero de equipo)
  - Asian mist
  - Belly to back suplex
  - Diving jawbreaker
  - Double jump moonsault
  - Dropkick, a veces desde una posición elevada
  - Figure four leglock
  - Headbutt drop
  - High-impact headbutt
  - Hip toss
  - Running lariat
  - Sitout powerbomb
  - Springboard moonsault headbutt
  - Standing moonsault[2]
  - Suicide dive

- Mánagers
  - Yukiko Arai

- Apodos
  - "AraKen"[1]

## Campeonatos y logros
- Dragon Gate
  - Dragon Gate I-J Heavyweight Tag Team Championship (1 vez) – con Taku Iwasa
  - Dragon Gate Open the Triangle Gate Championship (1 vez) – con Taku Iwasa & Shinobu
  - Dragon Gate Open the Twin Gate Championship (1 vez) – con Taku Iwasa
  - One Night 10 Man Tag Tournament (2004) - con Masaaki Mochizuki, Susumu Yokosuka, K-ness & Second Doi

- Toryumon Japan
  - NWA World Welterweight Championship (2 veces)
  - UWA World Trios Championship (2 veces) – con Dragon Kid & Masaaki Mochizuki (1) y Dragon Kid & Naruki Doi (1)